# Renealmia maculata
Renealmia maculata là một loài thực vật có hoa trong họ Gừng. Loài này được Stapf miêu tả khoa học đầu tiên năm 1906.